# Schweinfurthine
Schweinfurthine is de naam van een familie van natuurlijke stoffen, die geïsoleerd zijn uit de bladeren van de plant Macaranga schweinfurthii die in West-Afrika voorkomt, voornamelijk in Kameroen en Nigeria. Dit gebeurde in het kader van een programma van het National Cancer Institute van de Verenigde Staten om natuurlijke stoffen afkomstig van tropische en subtropische planten te screenen naar hun potentieel als antikankerstoffen. De schweinfurthines hebben alle een stilbeenstructuur.
In eerste instantie werden drie verwante stoffen geïdentificeerd die schweinfurthine A, B, en C werden genoemd. Later werd er nog een vierde, schweinfurthine D, gevonden. Schweinfurthine C is niet biologisch actief, maar de andere, en vooral schweinfurthine A, blijken een duidelijke activiteit te hebben tegen bepaalde kankercellen.
Omwille van de moeilijkheden en de geringe opbrengst bij het isoleren van de schweinfurthines uit plantenmateriaal, onderzoekt men ook de synthetische bereiding van de stoffen, en van derivaten die mogelijk even actief of nog actiever tegen kankercellen zijn dan schweinfurthine A. Het juiste werkingsmechanisme van de schweinfurthines is nog niet bekend.

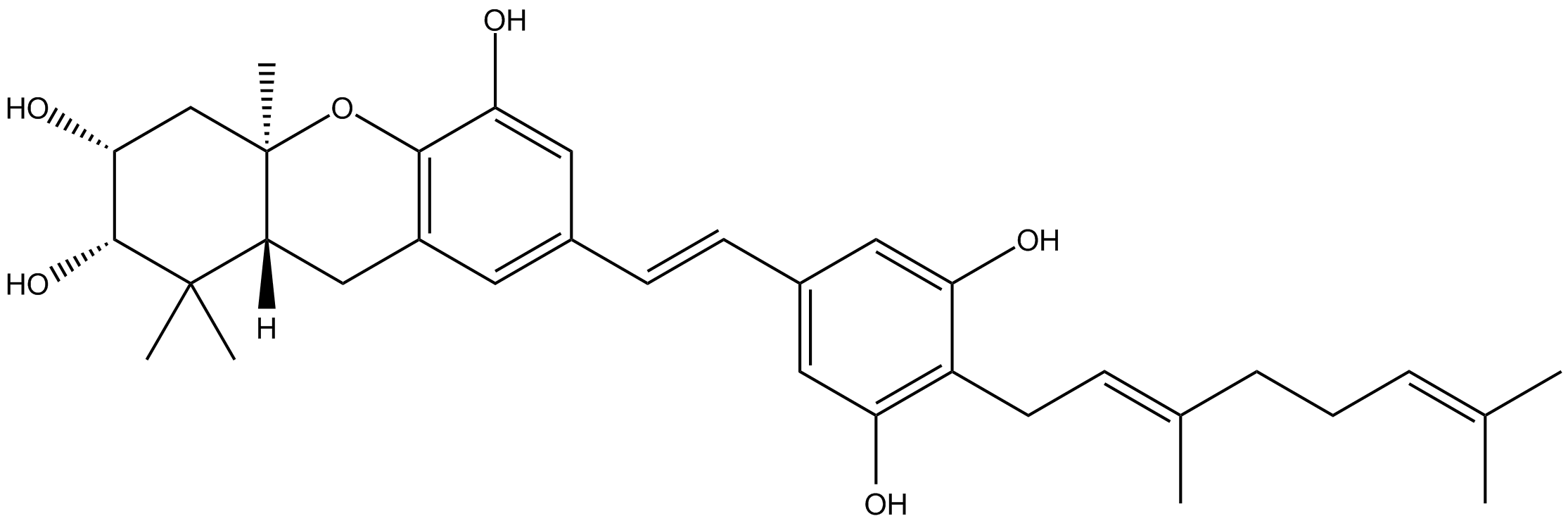
schweinfurthine A
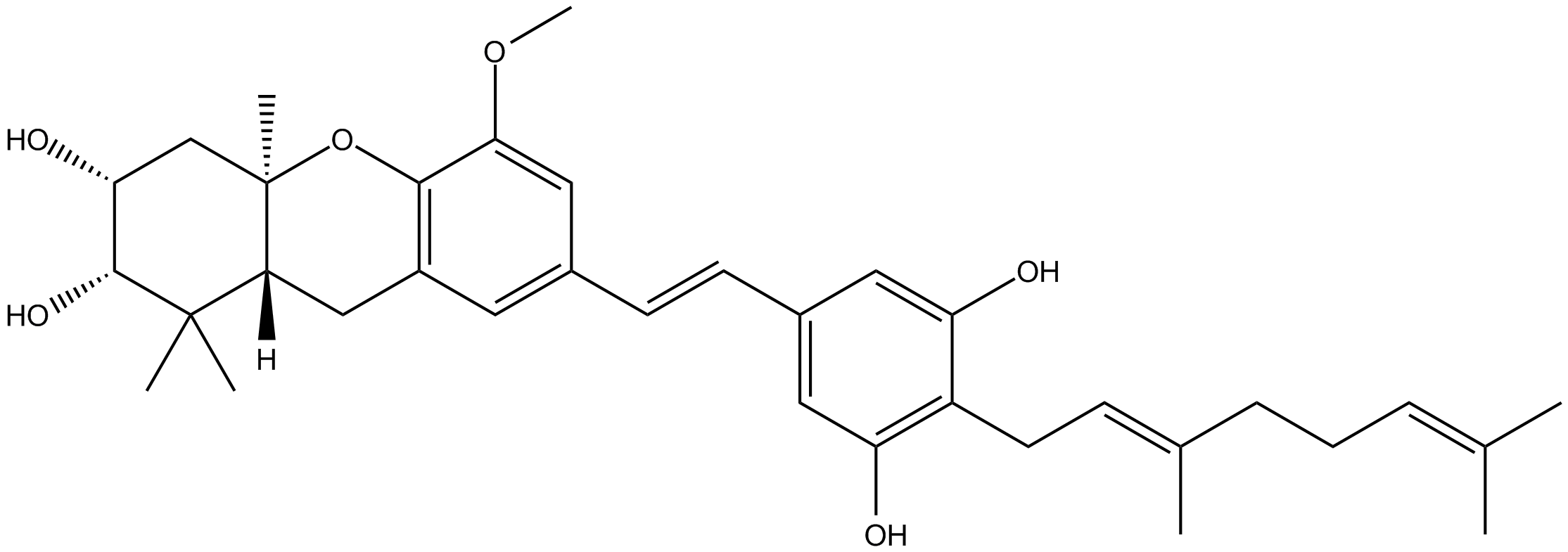
schweinfurthine B
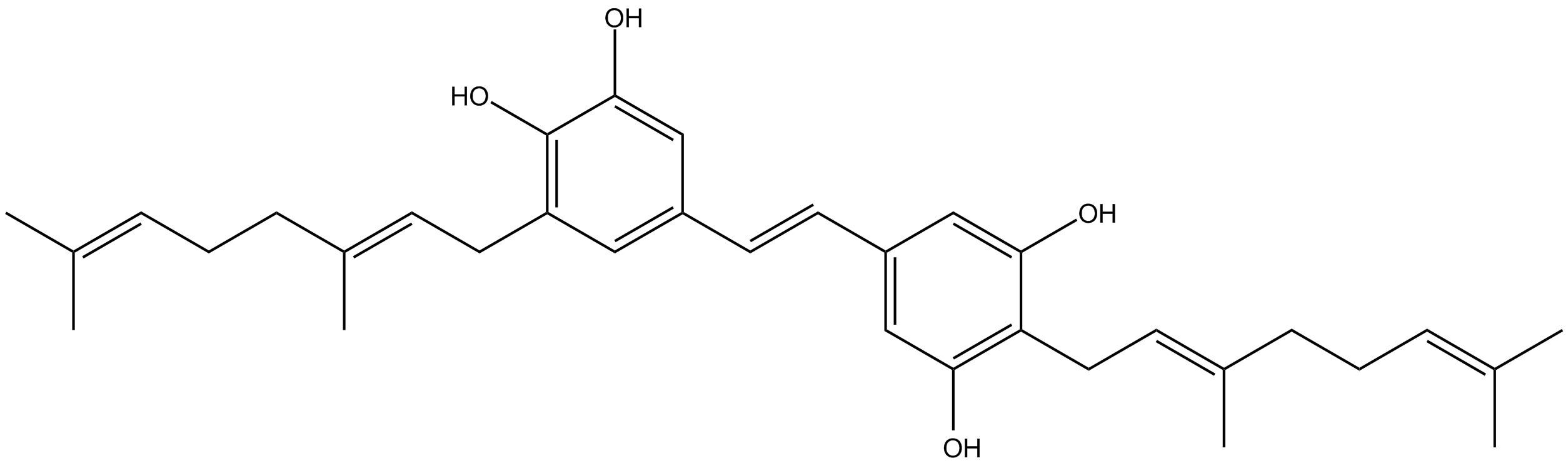
schweinfurthine C
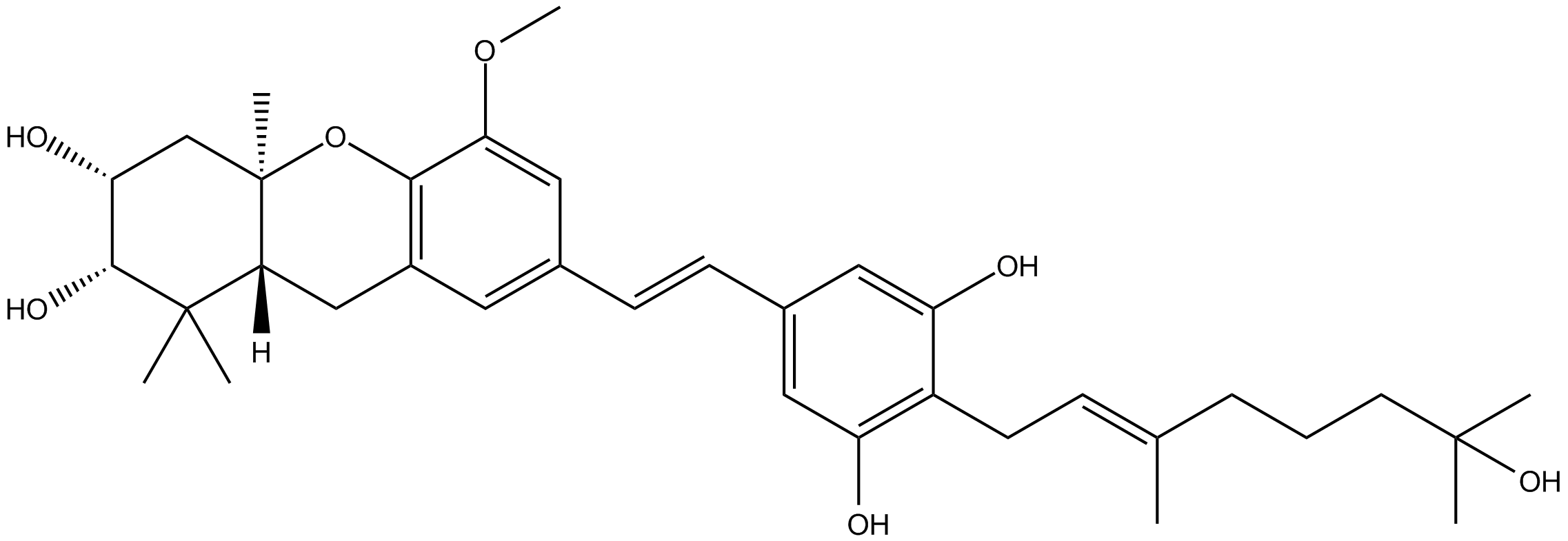
schweinfurthine D